# Єленовка (Ясненський міський округ)
Єле́новка (рос. Еленовка) — село у складі Ясненського міського округу Оренбурзької області, Росія.

## Населення
Населення — 788 осіб (2010; 954 у 2002).
Національний склад (станом на 2002 рік):
- казахи — 65 %